# Elbrus İsakov
Elbrus Hudsiyat oğlu İsakov (ur. 1 marca 1981 w Rustawi) – azerski narciarz alpejski, uczestnik igrzysk w 2002, na których wystartował w slalomie, jednakże nie ukończył pierwszego przejazdu.
Na początku kariery reprezentował Gruzję. Od 1997 do 2002 był jedynym reprezentantem Azerbejdżanu w sportach zimowych; w 1999 wystąpił na uniwersyteckich mistrzostwach świata w Denver.
Obecnie mieszka w Gruzji, gdzie pracuje jako instruktor narciarstwa.